# Gaio Claudio Nerone
Gaio Claudio Nerone (in latino Caius Claudius Nero; 247 a.C. circa – post 201 a.C.) è stato un generale romano, console appartenente alla gens Claudia, che combatté nella battaglia del Metauro.

## Biografia
Nel 214 a.C., sotto il quarto consolato di Quinto Fabio Massimo ed il terzo di Marco Claudio Marcello, Nerone fu comandante della cavalleria di Marcello. Gli fu comandato di attaccare la retroguardia di Annibale nei pressi di Nola, ma non riuscì a giungere in tempo e, quindi, non partecipò allo scontro in cui le truppe romane respinsero il tentativo cartaginese di conquistare la città. Per il suo mancato arrivo Nerone fu severamente richiamato da Marcello.
Nel 212 a.C. ottenne la pretura e venne inviato a Suessula in Campania. A lui furono consegnate le legioni che nell'anno precedente erano state date a Gaio Terenzio Varrone nel Piceno. E quando i due consoli procedettero ad assediare Capua, chiamarono il pretore Claudio Nerone da Suessula dove era accampato, per contribuire alla resa della città. Quest'ultimo, lasciato un piccolo presidio per mantenere la posizione, col resto dell'esercito giunse a Capua.

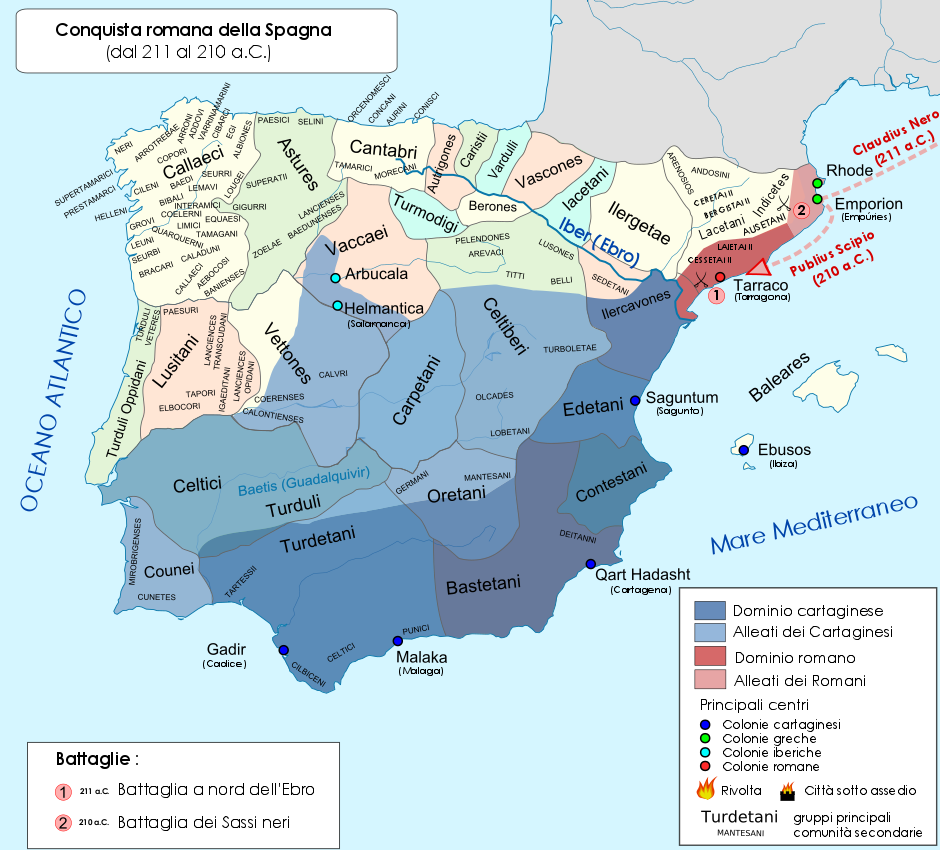
I Romani si difendono in Spagna (dal 211 al 210 a.C.), dopo la sconfitta e morte dei due Scipioni, quando Claudio Nerone fu trasferito in Iberia.

Nel 211 a.C., dopo la sconfitta romana nelle battaglie del Baetis superiore e dopo la resa di Capua, Claudio Nerone venne inviato in Spagna per riorganizzare le truppe romane, portando con sé dalle due legioni che aveva comandato, 6.000 fanti e 300 cavalieri, oltre ad un numero pari di fanti e 800 cavalieri dai contingenti alleati di stirpe latina. Partito da Pozzuoli, giunse con la flotta a Tarraco, dove sbarcò, mise le navi in secco ed armò, per aumentare le sue forze, anche i marinai alleati. Ricevette in consegna l'esercito da Tiberio Fonteio e Lucio Marcio Settimo.
Nel 210 a.C., Claudio Nerone, partito all'inizio della nuova stagione militare per il fiume Ebro, da dove accelerò la marcia contro il nemico cartaginese. Asdrubale aveva posto il proprio campo ai "Sassi Neri", nel territorio degli Ausetani, tra le città di Iliturgi e Mentissa. Nerone, giunto in prossimità dell'esercito nemico, occupò l'imboccatura di questo passo. Il comandante cartaginese, essendogli stata chiusa la via per la ritirata, inviò degli ambasciatori con l'incarico di promettere che, se Nerone gli avesse permesso di andarsene, egli avrebbe portato via dalla Spagna tutto l'esercito cartaginese. Nerone accolse con grande favore questa proposta, ma Asdrubale, molto astutamente, mise in atto un piano che prevedeva, mentre egli avesse trattato i dettagli della ritirata con il comandante romano, di mettere in salvo l'intero esercito da quella stretta gola, durante le notti successive e lungo ogni via possibile, nel silenzio più totale e attraverso una serie di scorciatoie strette ed impervie.
Quando quasi tutta la fanteria era ormai al sicuro, lontana da quello stretto passo, all'alba di una nuova mattina, anche Asdrubale, approfittando di una fitta nebbia, uscì subito dal campo con la cavalleria e gli elefanti e si mise in salvo. Verso l'ora quarta, quando il sole disperse la nebbia, i Romani si accorsero che l'accampamento nemico era vuoto. Finalmente Claudio Nerone, riconoscendo l'inganno del cartaginese, si predispose ad attaccare battaglia, mettendosi ad incalzare il nemico che fuggiva e si rifiutava di combattere. Tuttavia, fra la retroguardia dei Cartaginesi e l'avanguardia dei Romani si accesero alcuni brevi scontri che però non ebbero esiti determinanti ai fini della guerra. Nerone aveva fallito.
Intanto le popolazioni della Spagna avevano deciso di non tornare dalla parte dei Romani, né quelle che dopo la sconfitta degli Scipioni si erano allontanate, né altre nuove. A Roma il senato e il popolo, deliberarono di accrescere le forze militari e di mandare in Spagna un nuovo comandante. Si era, tuttavia, perplessi su chi mandare. Una cosa era certa: il nuovo generale destinato a succedere a due valorosissimi comandanti come gli Scipioni, doveva essere scelto con grandissima cura. E così Nerone fu sostituito da Publio Cornelio Scipione Africano.
Nel 207 a.C. venne eletto console insieme a Marco Livio Salinatore e con il suo collega sconfisse i cartaginesi sulle rive del Metauro, uccidendo il loro comandante Asdrubale, fratello di Annibale. La vittoria, che fu subito considerata la svolta definitiva nella guerra e che probabilmente salvò Roma, diede grande lustro al nome di Nerone e lo consacrò tra i salvatori dell'Urbe.
(Orazio, Carmina, iv)
Fu censore nel 204 a.C. sempre insieme a Marco Livio Salinatore. Tra i due rinacquero le antiche contese e si ebbero episodi così spiacevoli, che il tribuno della plebe Gneo Bebio Tamfilo minacciò di processare ambedue i censori: il senato salvò a stento la dignità della censura.
Nel 201 a.C. fu inviato come ambasciatore presso Tolomeo V Epifane per comunicare la vittoria romana nella Seconda guerra punica, ringraziarlo della sua fedeltà verso Roma ed assicurarsi l'alleanza egiziana nel caso di una guerra contro la Macedonia.